# FFH-Gebiet Wald bei Welmbüttel
Das FFH-Gebiet Wald bei Welmbüttel ist ein NATURA 2000-Schutzgebiet in Schleswig-Holstein im Kreis Dithmarschen in den Gemeinden Welmbüttel und Gaushorn. Es liegt in der Landschaft Heide-Itzehoer-Geest (Landschafts-ID 68301), Diese ist wiederum Teil der Naturräumlichen Großregion 2. Ordnung Schleswig-Holsteinische Geest.
Es hat eine Größe von 105 Hektar und liegt zwischen der südlich verlaufenden Bundesstraße 203 (B203) bei Welmbüttel und des nördlich angrenzenden Übungsplatzes und Materiallagers für Behörden und Organisationen mit Sicherheitsaufgaben (BOS). Seine größte Ausdehnung liegt mit 1,5 Kilometer in Ostwestrichtung. Das FFH-Gebiet befindet sich in Hanglage einer Geestkuppe, die sich als Altmoräne der Saale-Kaltzeit gebildet hat. Der FFH-Gebiet fällt nach Norden ab. Die höchste Erhebung mit 49 Meter über Normalhöhennull (NHN) liegt an der Südspitze an der Straße Norderwohld in Welmbüttel. Der niedrigste Punkt liegt mit 19 Meter über NHN an der Nordspitze des FFH-Gebietes. Das FFH-Gebiet entwässert über die Wierbek, die Broklandsau und die Eider beim Eidersperrwerk schließlich in die Nordsee.

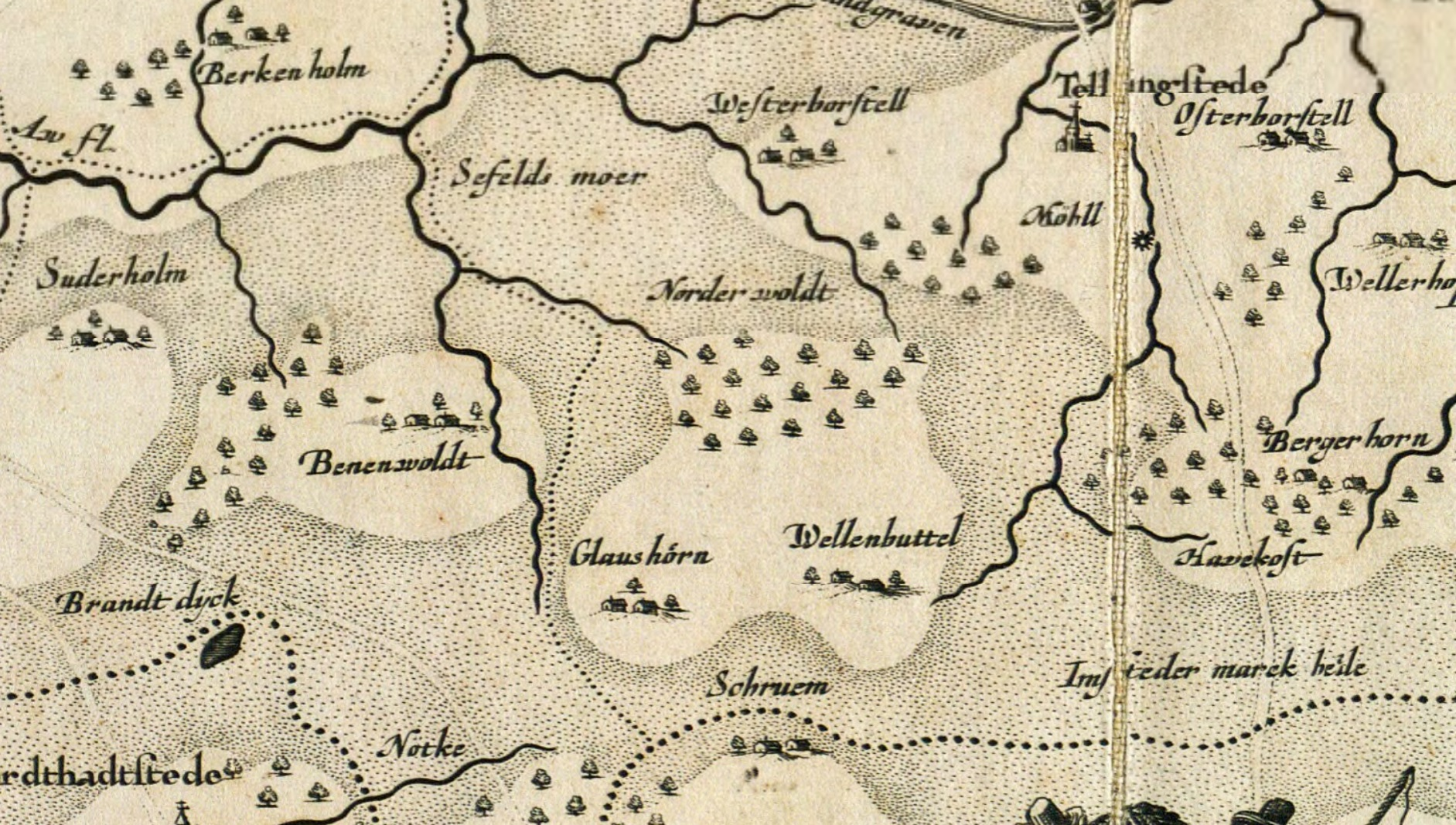
Bild 1: Wald bei Welmbüttel 1652

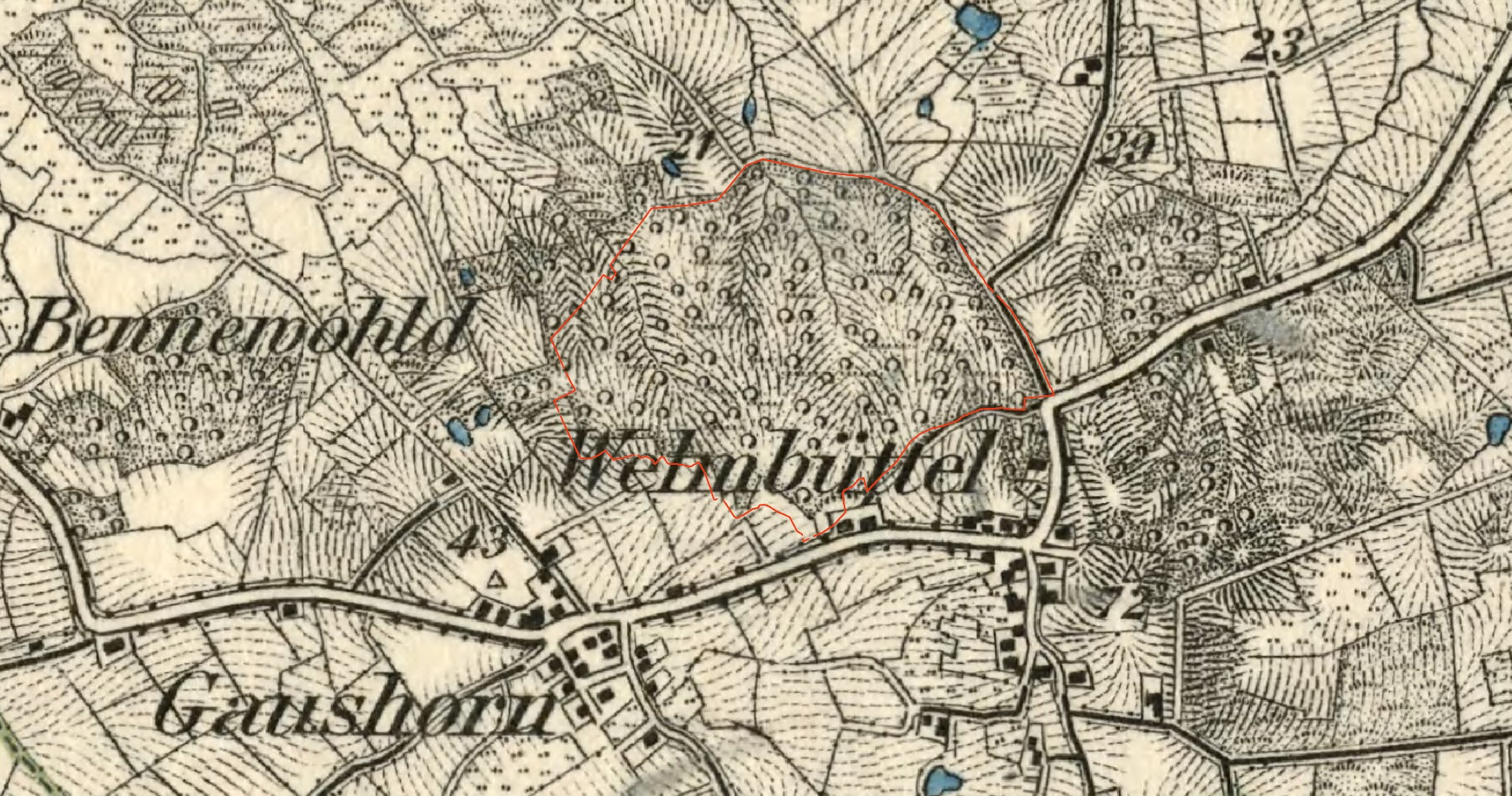
Bild 2: Wald bei Welmbüttel 1893 (heutiges FFH-Gebiet rot umrandet)

Das FFH-Gebiet ist vollständig mit Wald bedeckt, siehe Diagramm 1. Hierbei handelt es sich um einen historischen Waldstandort. Er wird auf vielen Karten auch als Norderwohld bezeichnet. Bereits in der „Landtcarte von Dithmarschen Anno 1652“ des Johannes Mejer aus Husum ist im Gebiet nördlich von Welmbüttel (Wellembuttel) der Norderwohld (Norderwoldt) verzeichnet, siehe Bild 1. Nach der Karte des Deutschen Reiches, Ausgabe 1893, ist der Wald ausschließlich mit Laubbäumen bestockt gewesen, siehe Bild 2. Das gilt auch noch für die Ausgabe 1956. Der Norderwohld ist bis auf den Westrand von einem Forstweg und von einer ein- oder beidseitigen Wallhecke (Knick) umgeben. Ein weiterer Weg kreuzt den Norderwohld von Ost nach West. Es handelt sich um den Bahndamm der früheren Eisenbahnstrecke der Kreisbahn Norderdithmarschen, die von 1905 bis 1937 in Betrieb war. Der Damm wird als Rad- und Wanderweg genutzt.

## FFH-Gebietsgeschichte und Naturschutzumgebung
Der NATURA 2000-Standard-Datenbogen (SDB) für dieses FFH-Gebiet wurde im Mai 2004 vom Landesamt für Landwirtschaft, Umwelt und ländliche Räume (LLUR) des Landes Schleswig-Holstein erstellt, im September 2004 als Gebiet von gemeinschaftlicher Bedeutung (GGB) vorgeschlagen, im November 2007 von der EU als GGB bestätigt und im Januar 2010 national nach § 32 Absatz 2 bis 4 BNatSchG in Verbindung mit § 23 LNatSchG als besonderes Erhaltungsgebiet (BEG) bestätigt. Der SDB wurde zuletzt im Mai 2019 aktualisiert. Der Managementplan für das FFH-Gebiet wurde am 18. Dezember 2017 veröffentlicht.
Das FFH-Gebiet liegt vollständig im Schwerpunktraum 185 des landesweiten Biotopverbundsystems.
Mit der Gebietsbetreuung des FFH-Gebietes nach § 20 LNatSchG wurde durch das LLUR noch keine Institution beauftragt (Stand August 2022).

## FFH-Erhaltungsgegenstand
Laut Standard-Datenbogen vom Mai 2019 sind folgende FFH-Lebensraumtypen (LRT) und Arten als FFH-Erhaltungsgegenstände mit den entsprechenden Beurteilungen zum Erhaltungszustand der Umweltbehörde der Europäischen Union gemeldet worden (Gebräuchliche Kurzbezeichnung (BfN)):
FFH-Lebensraumtypen nach Anhang I der EU-Richtlinie:
- 9110 Hainsimsen-Buchenwälder (Gesamtbeurteilung C)[14]
- 9130 Waldmeister-Buchenwälder (Gesamtbeurteilung C)[15]
- 9160 Sternmieren-Eichen-Hainbuchenwälder (Gesamtbeurteilung C)[16]
- 9190 Alte bodensaure Eichenwälder auf Sandebenen mit Stieleiche (Gesamtbeurteilung C)[17]
- 91E0* Erlen-Eschen- und Weichholzauenwälder (Gesamtbeurteilung C)[18]

Das FFH-Gebiet ist ausschließlich mit FFH-Lebensraumtypen der Wälder bedeckt. Der Rest ist keinem LRT zugeordnet, siehe Diagramm 2. Er besteht zum überwiegenden Teil aus nicht standorttypischen Nadelbäumen. Im Südosten befindet sich ein Teichsystem aus sieben Fischteichen von insgesamt 0,6 Hektar Wasseroberfläche, die extensiv genutzt werden.
Im Juli 2017 wurde eine Nachkartierung der FFH-Lebensraum- und Biotoptypen im FFH-Gebiet durchgeführt. Danach sind fast zwei Drittel der Gebietsfläche mit FFH-Lebensraumtypen belegt, davon sind 5,7 % auch gesetzlich geschützte Biotope und ein Drittel ist keinem der beiden Schutzstati zugeordnet, siehe Diagramm 3.

## FFH-Erhaltungsziele
Aus den oben aufgeführten FFH-Erhaltungsgegenständen werden als FFH-Erhaltungsziele von besonderer Bedeutung die Erhaltung folgender Lebensraumtypen und Arten im FFH-Gebiet vom Ministerium für Energiewende, Landwirtschaft, Umwelt und ländliche Räume des Landes Schleswig-Holstein erklärt:
- 9110 Hainsimsen-Buchenwälder
- 9130 Waldmeister-Buchenwälder
- 9160 Sternmieren-Eichen-Hainbuchenwälder
- 9190 Alte bodensaure Eichenwälder auf Sandebenen mit Stieleiche
- 91E0* Erlen-Eschen- und Weichholzauenwälder

Somit wurden alle FFH-Erhaltungsgegenstände zu FFH-Erhaltungszielen von besonderer Bedeutung erklärt.

## FFH-Analyse und Bewertung
Das Kapitel FFH-Analyse und Bewertung im Managementplan beschäftigt sich unter anderem mit den aktuellen Gegebenheiten des FFH-Gebietes und den Hindernissen bei der Erhaltung und Weiterentwicklung der FFH-Lebensraumtypen und Arten. Die Ergebnisse fließen in den FFH-Maßnahmenkatalog ein.
Im FFH-Gebiet haben alle FFH-Lebensraumflächen im SDB keine gute Gesamtbewertung zugesprochen bekommen. Der Hauptgrund liegt darin, dass keine natürliche Altersstruktur vorhanden ist. Der hohe Wildbestand sorgt für starken Verbiss an jungen Laubbäumen. Dafür breiten sich Schößlinge von nicht standorttypischen Nadelgehölzen aus, die vom Wild verschmäht werden.
Bis auf die Wege und den ehemaligen Bahndamm befindet sich das Gebiet seit alters her überwiegend im Besitz von vielen Privateigentümern aus der unmittelbaren Umgebung. Die evangelische Kirche hat den größten Flächenanteil mit mehreren über das Gebiet verteilten großen Parzellen. Der Kreis Dithmarschen und die Stiftung Naturschutz Schleswig-Holstein besitzen je eine Parzelle am Südostrand des Gebietes. Auf Grund der gegebenen Besitzverhältnisse ist es eine große Herausforderung für die verantwortlichen Institutionen, dass sowohl das Verschlechterungsverbot für FFH-Flächen, als auch die Biotopverordnung eingehalten und durchgesetzt werden. Dennoch ist es gelungen, dass fast zwei Drittel alle Flächen unter Vertragsnaturschutz mit freiwilligen Vereinbarungen der Eigentümer stehen (Stand August 2022). Zur Unterstützung der Maßnahmen zur Erhaltung und Weiterentwicklung des FFH-Gebietes trägt ebenfalls das Bündnis Naturschutz in Dithmarschen e.V. (BNiD) bei. Diesem gehören neben der Stiftung Naturschutz Schleswig-Holstein (SNSH), dem Deich- und Hauptsielverband Dithmarschen und dem Dithmarschen Tourismus e.V. die Gemeinden und Naturschutzverbände sowie viele Privatpersonen in Dithmarschen an.

## FFH-Maßnahmenkatalog
Der FFH-Maßnahmenkatalog im Managementplan führt neben den bereits durchgeführten Maßnahmen geplante Maßnahmen zur Erhaltung und Entwicklung der FFH-Lebensraumtypen im FFH-Gebiet an. Die Maßnahmen sind in einer Maßnahmenkarte, sowie zur Maßnahmenverfolgung in einem Maßnahmenblatt eingetragen.
Die vorgeschlagenen Maßnahmen betreffen folgende Schwerpunkte:
- Beibehaltung der bisherigen bäuerlichen Nutzung mit Einzelbaumentnahme und bodenschonendem Verbringen der Stämme aus dem Wald.
- Schutz der naturnahen Bäche
- Keine weitere Anlage von Wegen.
- Einstellung der Nutzung des Bruchwaldes aus Eschen und Erlen.
- Waldumbau zu standorttypischen Gehölzen und Eindämmung von Neophyten.
- Erhöhung des Totholzanteils und Ausweisung von Habitatbäumen
- Infotafeln des landesweiten Besucher-Informationssystems (BIS) errichten

In der interaktiven Karte des Umweltportals Schleswig-Holstein ist zu sehen, dass es mit vielen Privateigentümern zu freiwilligen Vereinbarungen zur Umsetzung des FFH-Maßnahmenkataloges gekommen ist (Stand August 2022).

## FFH-Erfolgskontrolle und Monitoring der Maßnahmen
Eine FFH-Erfolgskontrolle und Monitoring der Maßnahmen findet in Schleswig-Holstein alle sechs Jahre statt. Die Ergebnisse des letzten Monitorings wurden noch nicht veröffentlicht (Stand August 2022).